# Felsőpakony megállóhely
Felsőpakony megállóhely egy Pest vármegyei vasúti megállóhely, amit a MÁV üzemeltet Felsőpakonyban. A lakott terület nyugati szélén helyezkedik el, közúti elérését a 4601-es úttól a faluközponton át idáig húzódó 46 303-as számú mellékút (települési nevén Petőfi Sándor utca) biztosítja.

## Áthaladó vasútvonalak
- Budapest–Lajosmizse–Kecskemét-vasútvonal (142)

## Közúti megközelítése
A megállóhely Felsőpakony lakott területének nyugati szélén található, a 4601-es útból kiágazó 46 303-as számú mellékút végpontjánál, közúti elérését az az útvonal biztosítja.
Közösségi közlekedéssel a 609-es helyközi buszjárattal érhető el.

## Forgalom
| Járat | Útvonal | Gyakoriság                   |
| ----- | --- | ---------------------------- |
| S21   | Budapest-Nyugati – Zugló – Kőbánya alsó – Kőbánya-Kispest – Kispest – Pestszentimre felső – Pestszentimre – Gyál felső – Gyál – Felsőpakony – Ócsa – Inárcs-Kakucs – Dabas – (Gyón – Hernád – Örkény – Táborfalva – Felsőlajos – Lajosmizse – Lajosmizse alsó – Klábertelep – Felsőméntelek – Méntelek – Alsóméntelek – Nagynyír – Hetényegyháza – Úrihegy – Miklóstelep – Kecskemét-Máriaváros – Kecskemét alsó – Kecskemét) | Óránként                     |
| S21   | Ócsa → Felsőpakony → Gyál → Gyál felső → Pestszentimre → Pestszentimre felső → Kispest → Kőbánya-Kispest | Munkanapokon 2 Budapest felé |